# Sphaeridium lunatum
Sphaeridium lunatum är en skalbaggsart som beskrevs av Fabricius 1792. Sphaeridium lunatum ingår i släktet Sphaeridium och familjen palpbaggar. Arten är reproducerande i Sverige. Inga underarter finns listade i Catalogue of Life.